# Fausto Gresini
Fausto Gresini, né le 23 janvier 1961 à Imola, dans la province de Bologne, en Émilie-Romagne et mort le 23 février 2021, est un pilote de vitesse moto et directeur du team italien Gresini Racing.

## Biographie
Fausto Gresini commence à courir en 1978 en Italie à l'âge de 17 ans sur un Minarelli 50. En 1983, il rejoint les Grands Prix avec l'équipe du MBA. Puis il remporte le Championnat du monde en catégorie 125 cm3, en 1985 et 1987.
En 1997, il crée son propre team, le Honda Gresini Racing, qui dispute le Championnat du monde en catégorie 500 cm3 dans un premier temps, puis en 250 cm3 en 1999, avant d'intégrer le MotoGP en 2002. À partir de la saison 2010, Gresini Racing participe aux championnats du monde de vitesse dans les catégories MotoGP et Moto2.    
En 2003, il connaît un premier drame avec la mort en course d'un de ses pilotes, Daijiro Kato. À la suite d'une sévère chute lors de l'épreuve inaugurale de la saison 2003, Kato lutte contre la mort pendant deux semaines avant de mourir. En 2011, Marco Simoncelli, également pilote Gresini, se tue en course au Grand Prix de Malaisie à Sepang. En effet à la suite d'une chute de celui-ci, Colin Edwards et Valentino Rossi, qui le suivaient, n'ont pu l'éviter.    
En début d'année 2021, le patron du team est placé dans un coma artificiel après avoir contracté le Covid-19. Il meurt des suites de la maladie le 23 février 2021. En septembre 2021, la mairie de sa ville natale, Imola, annonce renommer la variante Alta en variante Gresini sur le circuit Enzo e Dino Ferrari afin de lui rendre hommage.